# 121236 Adrianagutierrez
121236 Adrianagutierrez è un asteroide della fascia principale interna. Scoperto nel 1999, presenta un'orbita caratterizzata da un semiasse maggiore pari a 1,9702519 UA e da un'eccentricità di 0,0763186, inclinata di 21,64488° rispetto all'eclittica.
Fa parte del gruppo degli asteroidi Hungaria.